# José Luis Rugamas
José Luis Rugamas Portillo (5 giugno 1953) è un allenatore di calcio ed ex calciatore salvadoregno, di ruolo centrocampista.